# مديرية وصاب السافل

تعديل مصدري - تعديل

مديرية وصاب السافل، مديرية تابعة لمحافظة الحديدة، اليمن. في عام 2003 بلغ عدد سكانها 149،531 نسمة. وهي جزء من منطقة وصاب التاريخية والجغرافية.